# Án lệ 44/2021/AL
Án lệ 44/2021/AL về việc xác định thời hiệu khởi kiện đối với yêu cầu phản tố là án lệ công bố thứ 44 thuộc lĩnh vực kinh doanh thương mại của Tòa án nhân dân tối cao tại Việt Nam, được Hội đồng Thẩm phán thông qua, Chánh án Nguyễn Hòa Bình ra quyết định công bố ngày 31 tháng 12 năm 2021, và có hiệu lực cho tòa án các cấp trong cả nước nghiên cứu, áp dụng trong xét xử từ ngày 1 tháng 2 năm 2022. Án lệ 44 dựa trên nguồn là Quyết định giám đốc thẩm số 10 ngày 14 tháng 9 năm 2021 của Tòa án nhân dân cấp cao tại Hà Nội về vụ án kinh doanh thương mại, nội dung xoay quanh các vấn đề về tố tụng dân sự mà đặc biệt là yêu cầu phản tố và xác định thời hiệu khởi kiện. Đây là án lệ do Ủy ban Thẩm phán Tòa án nhân dân cấp cao tại Hà Nội đề xuất.
Trong vụ việc, nguyên đơn là Hiền Đức Group, doanh nghiệp đầu tư về xây dựng công trình đã khởi kiện bị đơn là Pacific Links, hãng kiến trúc về việc không đạt được thỏa thuận trong quá trình thực hiện hợp đồng thiết kế dự án gặp phải thay đổi lớn về cấu trúc. Vấn đề được đặt ra là tiến độ công việc và khoản thanh toán đã chi trả, hậu quả đi cùng với việc đơn phương chấm dứt hợp đồng. Vụ án đã trải qua hai giai đoạn đầy đủ hai lần sơ thẩm, phúc thẩm, giám đốc thẩm trong 10 năm, suốt thời kỳ 2011–21 để rồi quay trở lại sơ thẩm một lần nữa, và cũng trong những diễn biến của vụ án, nội dung về thời hiệu khởi kiện của yêu cầu phản tố được lựa chọn để công bố làm án lệ giai đoạn này.

## Nội dung vụ án
Ngày 29 tháng 1 năm 2008, Công ty cổ phần Hiền Đức (gọi tắt: Hiền Đức Group) và Công ty trách nhiệm hữu hạn Thiết kế và Xây dựng Pacific Links (gọi tắt: Pacific Links) ký kết với nhau hợp đồng với nội dung: Pacific Links là bên tư vấn có trách nhiệm thiết kế toàn bộ dự án Trung tâm Thương mại – Khách sạn bốn sao Hiền Đức Hotel trên khu đất diện tích 8.971 m² tại D7, phường Xuân La, quận Tây Hồ, thành phố Hà Nội, do Hiền Đức Group là chủ đầu tư. Tổng giá trị hợp đồng là 1.754.550 USD (chưa bao gồm thuế giá trị gia tăng), được phân bổ theo ba giai đoạn thực hiện gồm: Giai đoạn 1 – tổ chức thiết kế xây dựng; Giai đoạn 2 – thiết kế nội thất cảnh quan; và Giai đoạn 3 – giám sát tác giả.
Theo đó, giai đoạn thiết kế xây dựng có phí thiết kế là 1.191.822 USD (được ký hiệu là A); phí giám sát tác giả là 62.728 USD (ký hiệu AA) được chia làm 12 đợt (từ thanh toán lần thứ nhất cho đến thanh toán lần thứ 12). Cụ thể hơn, lần thứ nhất thanh toán 25% của A ngay sau khi ký hợp đồng và Pacific Links đã nộp Chứng thư Ngân hàng bảo lãnh hợp đồng, các hợp đồng bảo hiểm cho chủ đầu tư. Lần thứ hai thanh toán 5% của A sau khi nộp hồ sơ thiết kế quy hoạch tổng mặt bằng và phương án kiến trúc cho chủ đầu tư và được chủ đầu tư chấp thuận. Và lần thứ ba thanh toán 10% của A sau khi Pacific Links nộp hồ sơ thiết kế quy hoạch tổng mặt bằng và phương án kiến trúc lên Sở Quy hoạch Kiến trúc Hà Nội hoặc các cơ quan chức năng có thẩm quyền tương đương và hồ sơ trên được thẩm tra phê duyệt.
Trong quá trình tiến hành hợp đồng, khi đang ở giai đoạn thiết kế thì có vấn đề xảy ra, đó là quy mô dự án về số tầng của tòa nhà được nâng lên, Hiền Đức Group gửi công văn thông báo và yêu cầu bên thiết kế dừng quá trình thiết kế. Lúc này, Pacific Links hồi đáp bằng thư chào hàng về giá thiết kế công trình mới. Hai bên thỏa thuận giai đoạn tiếp theo nhưng không thành công, dẫn đến ngày 24 tháng 6 năm 2010, Hiền Đức Group đệ đơn khởi kiện hãng Pacific Links, gửi Tòa án nhân dân quận Hoàn Kiếm. Quá trình tố tụng trải qua hai lần sơ thẩm, hai lần phúc thẩm, hai lần giám đốc thẩm từ năm 2010 đến 2021 để rồi quay trở lại sơ thẩm lần thứ ba dựa trên những nhận định của Tòa án nhân dân cấp cao tại Hà Nội.

## Xét xử các giai đoạn

### Trình bày của các bên

#### Nguyên đơn
Theo đơn khởi kiện và quá trình giải quyết vụ án, nguyên đơn là Hiền Đức Group do người đại diện trình bày rằng: trong quá trình thực hiện dự án ở giai đoạn đầu tiên, tức thiết kế xây dựng, Pacific Links đã giao nộp cho Hiền Đức Group ba loại văn bản là Hợp đồng bảo hiểm; Chứng thư Ngân hàng bảo lãnh Hợp đồng; và Hồ sơ thiết kế quy hoạch tổng mặt bằng và phương án kiến trúc của dự án. Hiền Đức Goup đã chuyển tiền thanh toán cho Pacific Links theo hai đợt, với lần thứ nhất là 25% giá trị phần A, lần thứ hai là 5% giá trị phần A, cả hai lần đều theo thuế giá trị gia tăng. Tổng số tiền của hai lần thanh toán nêu trên là 396.751,75 USD, tương đương với 6.374.689.675 đồng quy đổi theo tỷ giá VND/USD tại thời điểm thanh toán. Sau đó, do thay đổi quy mô dự án và hai bên không thỏa thuận được với nhau về việc điều chỉnh giá trị hợp đồng cho thiết kế mới nên nguyên đơn đơn phương chấm dứt hợp đồng và có tranh chấp với bị đơn về giá trị thanh toán.
Nguyên đơn cho rằng ở thanh toán lần thứ nhất, Hiền Đức Group đã tạm ứng thanh toán thừa so với khối lượng công việc thực tế mà Pacific Links đã thực hiện. Do đó, tại thời điểm khởi kiện, nguyên đơn chấp nhận thanh toán cho Pacific Links số tiền chiếm khoảng 8% phí thiết kế xây dựng cho cả hai lần thanh toán (lần thứ nhất và lần thứ hai). Ngoài ra, nguyên đơn chấp nhận chịu khoản tiền phạt tương đương với 1% giá trị hợp đồng do hành vi đơn phương chấm dứt hợp đồng. Bởi lập luận này, Hiền Đức Group khởi kiện yêu cầu tòa án buộc Pacific Links hoàn trả lại cho nguyên đơn số tiền mà nguyên đơn đã thanh toán thừa cho Pacific Links là 278.841,8 USD (sau khi đối trừ số tiền đã tạm ứng với số tiền được thanh toán).

#### Bị đơn
Theo đơn phản tố và quá trình tranh tụng các giai đoạn, bị đơn là Pacific Links do người đại diện trình bày rằng: Pacific Links không chấp nhận yêu cầu khởi kiện đòi lại tiền của nguyên đơn với lý do đây là tiền mà nguyên đơn đã thanh toán cho bị đơn theo tiến độ thỏa thuận trong hợp đồng, không phải là tiền tạm ứng. Ngoài ra, Pacific Links có đơn phản tố, yêu cầu nguyên đơn ngoài việc phải chịu khoản tiền phạt tương đương với 1% giá trị hợp đồng do đơn phương chấm dứt hợp đồng, Hiền Đức Group phải tiếp tục thanh toán cho Pacific Links đợt thanh toán lần thứ ba (10% phí thiết kế) do bị đơn đã hỗ trợ xong về mặt kỹ thuật để phê duyệt hồ sơ thiết kế của dự án. Bị đơn cho rằng việc không trình hồ sơ thiết kế cho cấp có thẩm quyền dẫn đến hồ sơ thiết kế này không được phê duyệt là hoàn toàn do lỗi của nguyên đơn.

### Xét xử giai đoạn thứ nhất
Ngày 20 tháng 6 năm 2011, phiên sơ thẩm diễn ra tại trụ sở tòa ở số 51 đường Lò Sũ, phường Lý Thái Tổ, quận Hoàn Kiếm, Tòa án nhân dân quận Hoàn Kiếm, thành phố Hà Nội quyết định: chấp nhận đơn khởi kiện của Hiền Đức Group đối với Pacific Links, buộc Pacific Links phải hoàn trả cho nguyên đơn số tiền tạm ứng của hợp đồng dịch vụ thiết kế ban đầu của hai bên là 272.571,41 USD tương đương với 5.642.228.187 đồng. Tòa sơ thẩm bác yêu cầu phản tố của Pacific Links. Sau đó, ngày 7 tháng 7 cùng năm, Pacific Links đã kháng cáo toàn bộ bản án sơ thẩm. Ngày 21 tháng 9 năm 2021, phiên phúc thẩm diễn ra tại trụ sở tòa ở số 43 đường Hai Bà Trưng, phường Trần Hưng Đạo, quận Hoàn Kiếm, Toà án nhân dân thành phố Hà Nội đã quyết đinh không chấp nhận kháng cáo của bị đơn, giữ nguyên quyết định của bản án sơ thẩm. Sau khi xét xử phúc thẩm, bị đơn có đơn đề nghị giám đốc thẩm đối với bản án phúc thẩm nêu trên.
Ba năm sau, Chánh án Tòa án nhân dân tối cao Trương Hòa Bình kháng nghị bản án kinh doanh, thương mại phúc thẩm của Tòa án nhân dân thành phố Hà Nội, đề nghị Tòa Kinh tế Tòa án nhân dân tối cao xét xử giám đốc thẩm theo hướng hủy bản án phúc thẩm nêu trên và hủy bản án kinh doanh, thương mại sơ thẩm của Tòa án nhân dân quận Hoàn Kiếm, thành phố Hà Nội; giao hồ sơ vụ án cho Tòa án nhân dân quận Hoàn Kiếm xét xử sơ thẩm lại theo quy định của pháp luật. Sau đó, tại phiên giám đốc thẩm, Tòa Kinh tế Tòa án nhân dân tối cao quyết định theo đề nghị của Chánh án, hủy các bản án phúc thẩm và sơ thẩm năm 2011, giao hồ sơ vụ án cho Tòa án nhân dân quận Hoàn Kiếm xét xử sơ thẩm lại theo quy định của pháp luật.

### Xét xử giai đoạn thứ hai
Ngày 25 tháng 11 năm 2019, phiên sơ thẩm của giai đoạn lần thứ hai diễn ra, Tòa án nhân dân quận Hoàn Kiếm quyết định bác yêu cầu khởi kiện của Hiền Đức Group đối với Pacific Links về việc buộc bị đơn phải trả lại cho nguyên đơn số tiền 6.308.478.665 đồng. Tòa tuyên chấp nhận một phần yêu cầu phản tố của bị đơn buộc nguyên đơn thanh toán cho bị đơn (tính đến ngày 20 tháng 11 năm 2019), số tiền cụ thể gồm: tiền thanh toán lần thứ ba theo hợp đồng gốc hai bên 1.599.420.000 đồng; tiền bồi thường theo thỏa thuận hợp đồng gốc là 406.704.690 đồng; và tiền lãi của số tiền 1,59942 tỷ đồng là 2.080.735.870 đồng; tổng cộng là 4.086.860.560 đồng. Tòa cũng tuyên ngoài số tiền nguyên đơn phải thanh toán cho bị đơn như trên thì nguyên đơn còn phải thanh toán cho bị đơn số tiền lãi của số tiền 1,59942 tỷ đồng kể từ ngày 21 tháng 11 năm 2019 cho đến khi thanh toán xong theo mức lãi suất chậm thanh toán mà các bên đã thỏa thuận là 12%/năm. Đối với số tiền bồi thường là 406.704.690 đồng thì kể từ ngày bị đơn có đơn yêu cầu thi hành án cho đến khi nguyên đơn thanh toán xong, nguyên đơn còn phải thanh toán tiền lãi của số tiền còn phải thi hành án theo mức lãi suất quy định tại Bộ luật Dân sự Việt Nam 2015. Ngoài ra, tòa án cấp sơ thẩm còn quyết định về án phí và quyền kháng cáo của các đương sự.
Ngày 9 tháng 12 năm 2019, Pacific Links và Hiền Đức Group đều có đơn kháng cáo đối với bản án sơ thẩm lần thứ hai này. Ngày 19 tháng 6 năm 2020,  Tòa án nhân dân thành phố Hà Nội mở phiên phúc thẩm lần hai quyết định sửa bản án kinh doanh thương mại sơ thẩm thứ hai về cách tuyên đối với nghĩa vụ chịu lãi chậm thi hành án. Tòa đồng ý với tòa sơ thẩm về việc bác đơn khởi kiện của nguyên đơn, chấp nhận một phần yêu cầu phản tố của bị đơn, buộc nguyên đơn phải thanh toán cho bị đơn tổng cộng 4.086.860.560 đồng, không tính thêm các khoản lãi khác. Ngày 2 tháng 11 năm 2020, nguyên đơn có đơn đề nghị giám đốc thẩm đối với bản án dân sự phúc thẩm này. Ngày 2 tháng 3 năm 2021, Viện trưởng Viện kiểm sát nhân dân cấp cao tại Hà Nội kháng nghị bản án kinh doanh, thương mại phúc thẩm lần thứ hai của Tòa án nhân dân thành phố Hà Nội, đề nghị Ủy ban Thẩm phán Tòa án nhân dân cấp cao tại Hà Nội hủy bản án kinh doanh, thương mại phúc thẩm nêu trên và hủy bản án kinh doanh, thương mại sơ thẩm lần thứ hai, giao hồ sơ cho Tòa án nhân dân quận Hoàn Kiếm xét xử sơ thẩm lại một lần nữa.

## Giám đốc thẩm lần hai
Ngày 21 tháng 9 năm 2021, với yêu cầu kháng nghị của Viện trưởng Viện Kiểm sát nhân dân cấp cao tại Hà Nội, Ủy ban Thẩm phán Tòa án nhân dân cấp cao tại Hà Nội đã mở phiên xét xử giám đốc thẩm tại trụ sở tòa ở ngõ 1, phố Phạm Văn Bạch, phường Yên Hòa, quận Cầu Giấy, Hà Nội. Tại phiên tòa giám đốc thẩm, đại diện Viện kiểm sát đề nghị Hội đồng xét xử chấp nhận kháng nghị của Viện trưởng.

### Nhận định của tòa án

#### Về tố tụng
Tòa án nhân dân cấp cao tại Hà Nội, nhận định.
Hội đồng xét xử nêu ra một vấn đề về tố tụng mà các giai đoạn xét xử trước đó không đề cập tới, đó là vấn đề về người đại diện cho bị đơn trong quá trình tố tụng. Bị đơn cung cấp hai giấy ủy quyền, ở ngày 1 tháng 10 năm 2015 và 16 tháng 3 năm 2016 có nội dung về việc ông S là người đại diện theo pháp luật của Pacific Links ủy quyền cho ông D và ông N tham gia tố tụng với tư cách là người đại diện theo ủy quyền của bị đơn. Tuy nhiên, theo kết quả xác minh tại Cục Quản lý xuất nhập cảnh xác định ông S xuất cảnh ngày 18 tháng 10 năm 2014, không có thông tin liên quan đến nhập, xuất cảnh của ông S trong khoảng thời gian từ 1 tháng 8 năm 2015 đến ngày 7 tháng 6 năm 2019. Như vậy, có căn cứ xác định thời điểm ông S ký giấy ủy quyền cho ông D, ông N tham gia tố tụng thì ông S không có mặt tại Việt Nam. Trong trường hợp các giấy ủy quyền này được lập, gửi về từ nước ngoài thì theo quy định tại Bộ luật Tố tụng dân sự phải được công chứng, chứng thực và hợp pháp hóa lãnh sự mới có giá trị pháp lý. Bên cạnh đó, việc xác định vào thời điểm lập giấy ủy quyền, ông S đang ở Việt Nam hay ở nước ngoài còn liên quan đến việc xem xét, xác định thẩm quyền giải quyết vụ án. Tòa án cấp sơ thẩm và tòa án cấp phúc thẩm chưa làm rõ các nội dung này mà đã chấp nhận giá trị và nội dung của giấy ủy quyền (trong khi nguyên đơn cũng có yêu cầu tòa án xác minh tính xác thực và tính hợp pháp của các giấy ủy quyền này) là vi phạm nghiêm trọng tố tụng.
Ngoài ra, về yêu cầu phản tố, Hội đồng xét xử cho rằng nhận định của tòa án cấp phúc thẩm tại bản án phúc thẩm lần thứ hai năm 2020 về việc yêu cầu phản tố không bị giới hạn bởi thời hiệu khởi kiện là không đúng. Và theo đúng quy phạm pháp luật thì yêu cầu tòa án chỉ áp dụng quy định về thời hiệu theo yêu cầu áp dụng thời hiệu của một bên hoặc các bên với điều kiện yêu cầu này phải được đưa ra trước khi tòa án cấp sơ thẩm ra bản án, quyết định giải quyết vụ việc.

#### Về nội dung
Hội đồng xét xử phân tích hợp đồng gốc, cho rằng trong hợp đồng, điều kiện để được thanh toán lần thứ ba là: Sau khi nộp hồ sơ thiết kế quy hoạch tổng mặt bằng và phương án kiến trúc lên Sở Quy hoạch Kiến trúc Hà Nội hoặc các cơ quan chức năng có thẩm quyền tương đương và hồ sơ trên được thẩm tra phê duyệt. Tài liệu hồ sơ vụ án cho thấy, sau khi nhận được công văn của nguyên đơn thông báo về việc dừng in bản vẽ thiết kế do thay đổi quy mô dự án về việc nâng số tầng tòa nhà, Pacific Links đã chấp thuận nội dung thông báo này, nên ngày 29 tháng 9 năm 2008, bị đơn đã gửi văn bản về việc chào giá thiết kế phí công trình khách sạn cao cấp Hiền Đức để điều chỉnh giá cho phương án thiết kế mới. Do không thỏa thuận được với nhau về việc điều chỉnh giá trị hợp đồng nên nguyên đơn đã đơn phương chấm dứt hợp đồng trước thời hạn, hai bên tranh chấp về việc giải quyết hậu quả của việc đơn phương chấm dứt hợp đồng. Nguyên đơn cho rằng đã thanh toán thừa cho bịu đơn số tiền 278.841,8 USD (sau khi đối trừ số tiền đã tạm ứng với số tiền được thanh toán) nên khởi kiện đòi lại. Bị đơn không đồng ý với yêu cầu khởi kiện của nguyên đơn và có yêu cầu phản tố buộc nguyên đơn thanh toán tiền lần thứ ba theo hợp đồng và khoản tiền phạt vi phạm.
| “                                                        | Khi chấm dứt hợp đồng theo các Điều 2.8.1 hoặc Điều 2.8.2 của Điều kiện chung của hợp đồng, các bên sẽ thỏa thuận về việc thanh toán cho Tư vấn thu nhập theo Điều 6 của Điều kiện chung của Hợp đồng trên cơ sở các phần dịch vụ Tư vấn đã thực hiện đạt yêu cầu và được chủ đầu tư chấp thuận trong thời gian trước ngày chấm dứt hợp đồng có hiệu lực. Ngoài ra, chủ đầu tư không phải thanh toán cho tư vấn bất kỳ khoản nào khác, ngoại trừ Điều 2.8.1.g thì chủ đầu tư sẽ bồi thường cho tư vấn tương đương 1% giá trị hợp đồng. | ” |
| —Nguyên văn, điểm a Điều 2.8.5 Phần II của Hợp đồng gốc. | |   |

Thấy rằng, nguyên đơn đã đơn phương chấm dứt hợp đồng, xét quy định trong hợp đồng gốc thì có thể thấy được rằng, cần phải căn cứ vào giá trị khối lượng công việc thực tế mà Pacific Links đã thực hiện để làm cơ sở xác định nghĩa vụ thanh toán của Hiền Đức Group. Tòa án cấp sơ thẩm và tòa án cấp phúc thẩm không yêu cầu bị đơn xuất trình tài liệu, chứng cứ chứng minh khối lượng công việc thực tế mà bị đơn đã thực hiện sau lần thanh toán thứ hai của Giai đoạn 1 được quy định tại Điều 6.4 Hợp đồng tư vấn thiết kế, đã chấp nhận một phần yêu cầu phản tố của bị đơn, buộc nguyên đơn phải thanh toán cho bị đơn một nửa số tiền của lần thanh toán thứ ba theo hợp đồng (tương ứng với 5% phí thiết kế xây dựng) là không đúng, ảnh hưởng đến quyền lợi của nguyên đơn. Vì vậy, kháng nghị của Viện trưởng Viện kiểm sát nhân dân cấp cao tại Hà Nội là có cơ sở nên cần hủy toàn bộ bản án phúc thẩm và bản án sơ thẩm để xét xử sơ thẩm lại.

### Quyết định
Từ nhận định này, Ủy ban Thẩm phán Tòa án nhân dân cấp cao tại Hà Nội ra quyết định chấp nhận Quyết định kháng nghị của Viện trưởng Viện kiểm sát nhân dân cấp cao tại Hà Nội, hủy toàn bộ bản án kinh doanh, thương mại phúc thẩm số lần thứ hai năm 2020 và hủy toàn bộ bản án kinh doanh, thương mại sơ thẩm lần thứ hai năm 2019 về vụ án này, giao hồ sơ vụ án cho Tòa án nhân dân quận Hoàn Kiếm, thành phố Hà Nội giải quyết lại theo thủ tục sơ thẩm đúng quy định của pháp luật.